# والیبال قهرمانی باشگاه‌های مردان آسیا ۱۹۹۹
در سال ۱۹۹۹ اولین دوره قهرمانی والیبال مردان آسیا آغاز شد. میزبان این دوره کشور چین بود و باشگاه والیبال پیکان تهران تنها نماینده ایران در این دوره به مقام سومی رسید.

## رده‌بندی نهایی
| رتبه                    | تیم                           |
| ----------------------- | ----------------------------- |
| 1st, gold medalist(s)   | سیچوان فولان                  |
| 2nd, silver medalist(s) | باشگاه والیبال دایجون سامسونگ |
| 3rd, bronze medalist(s) | پیکان تهران                   |
| ۴                       | چنگدو انوی                    |
| ۵                       | ان ای سی                      |
| ۶                       | الریان قطر                    |

## جوایز
- ارزش مندترین بازیکن:  شیانگ ژانگ (Sichuan)
- بهترین اسپک زن:  Jin Shin-sik (Samsung)
- بهترین دفاع:  زو باند (Sichuan)
- بهترین سرویس زن:  Zhang Liming (Sichuan)
- بهترین دریافت کننده:  Azim Jazideh (پیکان)
- بهترین پاسور:  یی ون (Sichuan)